# TMK 2200

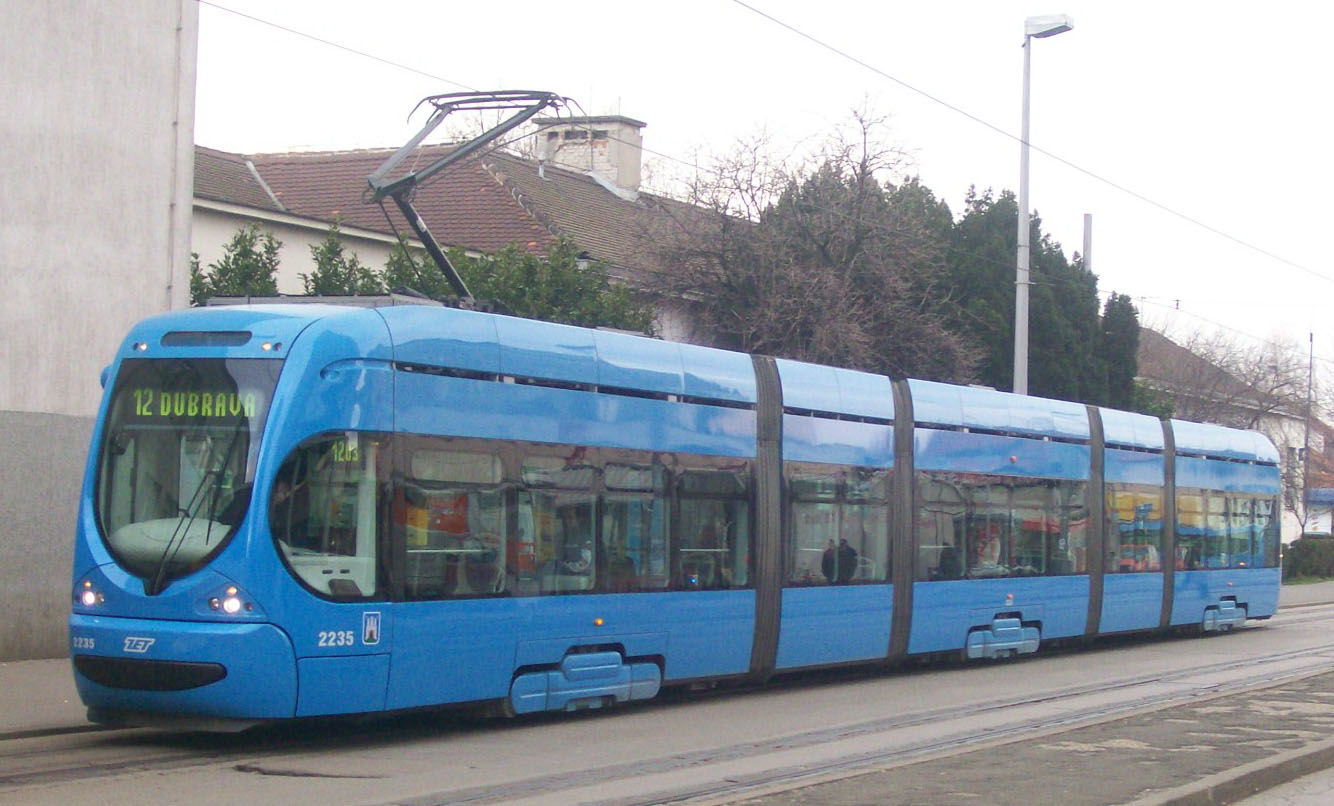
TMK 2200

De TMK 2200 is een lagevloertram. Deze tram wordt gebouwd door de Kroatische bedrijven Končar Elektroindustrija, Gredelj en Đuro Đaković die zich verenigd hebben in het consortium Crotram.
Het stadsvervoerbedrijf van Zagreb, ZET, heeft circa 170-200 stuks in gebruik genomen. Het model voor Zagreb is metersporig, heeft een lage vloer (30 centimeter) over de gehele lengte en biedt ruimte aan 202 reizigers (48 zitplaatsen). Het is een 5-delige tram met een lengte van 32 meter. De constructie komt deels overeen met de driedelige AEG-lagevloertram, met dat verschil dat er nog twee korte wagenbakken zijn toegevoegd die tussen de andere delen zijn opgehangen. 
Vervoersbedrijven buiten Kroatië hebben eveneens interesse getoond aangezien de TMK 2200 goedkoper geleverd kan worden dan West-Europese lagevoertrams.